# Veliká (seriál)
Veliká (v anglickém originále The Great) je australsko-britský historický komediální-dramatický seriál volně založený na vzestupu Kateřiny Veliké, ruské cárevny. Všech deset dílů první řady bylo zveřejněno dne 15. května 2020 na Hulu. Hlavní role ruských panovníků ztvárnili Elle Fanningová a Nicholas Hoult.
V Česku měl seriál premiéru 2. června 2020 na HBO. Dne 2. července 2020 bylo oznámeno objednání druhé řady, která měla premiéru 19. listopadu 2021. V lednu 2022 byla objednána třetí řada, který měla premiéru dne 12. května 2023. V srpnu 2023 společnost Hulu potvrdila, že třetí řady seriálu byla poslední. Třetí řada bude dostupná exkluzivně pro ČR na platformě Voyo od 14.11.2024.

## O seriálu
Veliká je satirické komediální drama o vzestupu Kateřiny Veliké od outsidera po nejdéle vládnoucí ženu v celé ruské historii. Seriál je fiktivní a zobrazuje Kateřinu v jejím mládí a manželství s cárem Petrem III., se zaměřením na spiknutí zabít jejího zkaženého a nebezpečného manžela.

## Obsazení

### Hlavní role
- Elle Fanningová (český dabing: Nina Horáková) jako Kateřina II. Veliká
- Nicholas Hoult (český dabing: Braňo Holiček) jako Petr III. Ruský
- Phoebe Fox (český dabing: Hana Kusnjerová) jako Marial
- Sacha Dhawan (český dabing: Filip Švarc) jako Orlov
- Charity Wakefield (český dabing: Jitka Jirsová) jako Georgina Dymova
- Gwilym Lee (český dabing: Filip Tomsa) jako Grigor Dymov
- Adam Godley (český dabing: Antonín Navrátil) jako arcibiskup „Archie“
- Douglas Hodge (český dabing: Bohdan Tůma) jako generál Velementov
- Belinda Bromilow (český dabing: Jitka Špiková Moučková) jako teta Elizabeth
- Bayo Gbadamosi (český dabing: Petr Burian) jako Arkady
- Sebastian de Souza (český dabing: Viktor Dvořák) jako Leo Voronsky
- Florence Keith-Roach (český dabing: Vendula Příhodová) jako Tatyana (vedlejší: první řada; hlavní: druhá řada)
- Danusia Samal (český dabing: Milada Vaňkátová) jako lady Antonia Svenska (vedlejší: první řada; hlavní: druhá řada)

### Vedlejší role
- Louis Hynes (český dabing: Roman Hajlich) jako Vlad
- Freddie Fox jako král Hugo Švédský
- Jamie Demetriou jako doktor Chekov
- Christophe Tek jako Tartar Nick
- Charlie Price (český dabing: Adéla Nováková) jako Ivan
- Alistair Green (český dabing: Jiří Valšuba) jako hrabě Smolny
- Abraham Popoola jako Alexei Rostov
- James Smith jako hrabě Gorky
- Stewart Scudamore (český dabing: Martin Zahálka) jako Tolsten
- Phill Webster jako palácová stráž
- Adam Darlington jako hlavní lokaj
- Dustin Demri-Burns jako Voltaire
- Christianne Oliveira jako hraběnka Belanova
- Julian Barratt jako doktor Vinodel (druhá řada)
- Gillian Andersonová jako Johana Alžběta Holštýnsko-Gottorpská, matka Kateřiny Veliké (druhá řada)
- Jason Isaacs jako Petr I. Veliký, Petrův otec (druhá řada)

## Řady a díly
| Řada | Díly | Premiéra na Hulu   | Premiéra v ČR      | Premiéra v ČR     |
| Řada | Díly | Premiéra na Hulu   | První díl          | Poslední díl      |
| ---- | ---- | ------------------ | ------------------ | ----------------- |
| 1    | 10   | 15. května 2020    | 2. června 2020     | 4. srpna 2020     |
| 2    | 10   | 19. listopadu 2021 | 20. listopadu 2021 | 18. prosince 2021 |
| 3    | 10   | 12. května 2023    | bude oznámeno      | bude oznámeno     |

## Produkce

### Výroba
Seriál je založen na hře Tonyho McNamary, která se točí kolem Kateřiny Veliké, která měla premiéru v Sydney Theatre Company v roce 2008. McNamara také napsal filmovou adaptaci hry „Jednalo se o hru a film a já jsem vždycky zápasil s tím, že to byl pro film tak masivní příběh. Chtěl jsem to vyprávět jako příběh, který trvá roky a roky.“ Zpočátku bylo v plánu šest řad, s cílem představit během seriálu několik klíčových historických postav ze života Kateřiny Veliké.
Dne 24. srpna 2018 bylo oznámeno, že Hulu plánovalo objednat pilot pro minisérii o Kateřině Veliké. Seriál napsal Tony McNamara, který rovněž slouží jako výkonný producent společně s Elle Faningovou a Marianou Macgowanovou. Seriál produkují společnosti Media Rights Capital, Echo Lake Entertainment a Thruline Entertainment. Dne 20. listopadu 2018 bylo zděleno, že Matt Shakman zrežíroval pilotní díl. Dne 11. února 2019 bylo během tlačové konference Television Critics Association oznámeno, že Hulu spustilo výrobu seriálu.

### Casting
Společně s oznámením objednávky pilotního dílu pro seriál bylo také potvrzeno, že hlavní role Kateřiny Veliké a jejího manžela Petra III. získali Elle Fanningová a Nicholas Hoult. V listopadu 2018 bylo oznámeno, že Phoebe Fox, Sacha Dhawan, Charity Wakefield a Gwilym Lee se přidali k obsazení pro pilotní díl. V lednu 2020 Sebastian de Souza, Adam Godley a Douglas Hodge byli obsazeni do seriálu. Dne 14. května 2021 byla Gillian Andersonová obsazena do vedlejší role Johanny, matky Kateřiny Veliké.

### Natáčení
Seriál se začal natáčet v listopadu 2018 v Yorku v Anglii, s dalšími místy natáčení v Leicestershire, Lincolnshire a Hever v Kentu a Caserta v Itálii. Lodžie na jezeře Hever Castle posloužila jako místo pro rusko-švédskou mírovou konferenci. Pole St Clere Estate poblíž Sevenoaks v Kentu byly použity k inscenaci bitevních scén v epizodách pět a sedm první řady. Natáčení druhé sezóny začalo 4. listopadu 2020 a skončilo 17. července 2021.

## Vysílání
Seriál měl premiéru v USA 15. května 2020. V Austrálii byla první řada zveřejněna 16. května na Stanu. Ve Spojeném království se seriál vysílá na stanicích Channel 4 and StarzPlay. StarzPlay také distribuuje seriál v Irsku, Německu, Francii, Itálii, Španělsku, Beneluxu, Latinské Americe a Brazílii. More.tv vysílá seriál v Rusku, Sky na Novém Zélandu a Prime Video v Kanadě. V ČR a na Slovensku je seriál dostupný na Voyo.

## Nominace a ocenění
| Rok  | Cena                                                                  | Kategorie                                                                                       | Nominovaní | Výsledek  | Ref.   |
| ---- | --------------------------------------------------------------------- | ----------------------------------------------------------------------------------------------- | --- | --------- | ------ |
| 2020 | Primetime Emmy Awards                                                 | Vynikající režie komediálního seriálu                                                           | Matt Shakman (za epizodu „The Great“) | nominace  | [ 25 ] |
| 2020 | Primetime Emmy Awards                                                 | Vynikající scénář komediálního seriálu                                                          | Tony McNamara (za epizodu „The Great“) | nominace  | [ 25 ] |
| 2020 | Ceny Asociace televizních kritiků                                     | Nejlepší nový pořad roku                                                                        | Veliká | nominace  | [ 26 ] |
| 2020 | Ceny Asociace televizních kritiků                                     | Nejlepší herecký výkon v komediálním seriálu                                                    | Elle Fanningová | nominace  | [ 26 ] |
| 2021 | Ceny Americké společnosti kameramanů                                  | Vynikající výkon v kinematografii ve filmu, minisérii nebo pilotním díle vyrobeném pro televizi | Anette Haellmigk (za epizodu „The Great“) | nominace  | [ 27 ] |
| 2021 | Australian Academy of Cinema and Television Arts International Awards | Nejlepší komediální seriál                                                                      | Veliká | nominace  | [ 28 ] |
| 2021 | Televizní ceny Britské akademie                                       | Nejlepší make-up a vlasový design                                                               | Louise Coles, Sarah Nuth, Lorraine Glynn a Erin Ayanian | nominace  | [ 29 ] |
| 2021 | Casting Society of America                                            | Televizní pilot nebo první řada komediálního seriálu                                            | Rose Wicksteed | vítězství | [ 30 ] |
| 2021 | Critics' Choice Television Awards                                     | Nejlepší herec v komediálním seriálu                                                            | Nicholas Hoult | nominace  | [ 31 ] |
| 2021 | Zlatý glóbus                                                          | Nejlepší seriál (komedie / muzikál)                                                             | Veliká | nominace  | [ 32 ] |
| 2021 | Zlatý glóbus                                                          | Nejlepší mužský herecký výkon v seriálu (komedie / muzikál)                                     | Nicholas Hoult | nominace  | [ 32 ] |
| 2021 | Zlatý glóbus                                                          | Nejlepší ženský herecký výkon v seriálu (komedie / muzikál)                                     | Elle Fanningová | nominace  | [ 32 ] |
| 2021 | Gotham Independent Film Awards                                        | Objev roku – seriál (dlouhá forma)                                                              | Veliká | nominace  |        |
| 2021 | Independent Spirit Awards                                             | Nejlepší ženský herecký výkon v novém skriptovém televizním pořadu                              | Elle Fanningová | nominace  | [ 33 ] |
| 2021 | MTV Movie & TV Awards                                                 | Nejlepší padouch                                                                                | Nicholas Hoult | nominace  | [ 34 ] |
| 2021 | Satellite Awards                                                      | Nejlepší herec v seriálu – komedie nebo muzikál                                                 | Nicholas Hoult | nominace  | [ 35 ] |
| 2021 | Satellite Awards                                                      | Nejlepší herečka v seriálu – komedie nebo muzikál                                               | Elle Fanningová | vítězství | [ 35 ] |
| 2021 | Cena Sdružení filmových a televizních herců                           | Nejlepší obsazení (komedie)                                                                     | Belinda Bromilow, Sebastian de Souza, Sacha Dhawan, Elle Fanningová, Phoebe Fox, Bayo Gbadamosi, Adam Godley, Douglas Hodge, Nicholas Hoult, Louis Hynes, Florence Keith-Roach, Gwilym Lee, Danusia Samal a Charity Wakefield | nominace  | [ 36 ] |
| 2021 | Cena Sdružení filmových a televizních herců                           | Nejlepší mužský herecký výkon v seriálu (komedie)                                               | Nicholas Hoult | nominace  | [ 36 ] |
| 2021 | Cena Sdružení amerických scenáristů                                   | Nejlepší komediální seriál                                                                      | Vanessa Alexander, Tony McNamara, Tess Morris, Amelia Roper, Gretel Vella a James Wood | nominace  | [ 37 ] |
| 2021 | Cena Sdružení amerických scenáristů                                   | Nejlepší nový seriál                                                                            | Vanessa Alexander, Tony McNamara, Tess Morris, Amelia Roper, Gretel Vella a James Wood | nominace  | [ 37 ] |
| 2021 | Cena Sdružení amerických scenáristů                                   | Nejlepší díl komediálního seriálu                                                               | Tony McNamara (za epizodu „The Great“) | vítězství | [ 37 ] |